# Montana Resources
Montana Resources war ein US-amerikanisches Kupfer- und Molybdän-Bergbauunternehmen. Montana Resources ist ein Tochterunternehmen des Mischkonzerns The Washington Companies.
Das Unternehmen betreibt einen Kupfer- und Molybdäntagebau in Butte, Montana. Montana Resources nahm 1986 den Betrieb der Continental-Mine wieder auf, welche sich bis zu ihrer Stilllegung 1983 im Besitz der Anaconda Copper Mining Company, ehemals eines der größten Bergbauunternehmen der Welt, befand. Von der Wiederaufnahme des Abbaus 1986 bis 2020 förderte Montana Resources über 900.000 Tonnen Kupfer und über 120.000 Tonnen Molybdän aus der Continental-Mine. Montana Resources ist ein Miteigentümer des benachbarten ehemaligen Kupfertagebaus Berkeley Pit, an dessen Sanierung, Überwachung und Verwaltung sich das Unternehmen beteiligt. Das Unternehmen gewann über einen Zeitraum mehrerer Jahre gelöstes Kupfer direkt aus dem schwefelsauren Wasser des Berkeley Pit.